# Carmen Aub
 (mars 2014).
Si vous disposez d'ouvrages ou d'articles de référence ou si vous connaissez des sites web de qualité traitant du thème abordé ici, merci de compléter l'article en donnant les références utiles à sa vérifiabilité et en les liant à la section « Notes et références ».
Pour les articles homonymes, voir Aub.
Carmen Romero Aub est une actrice mexicaine née le 24 octobre 1989 à Mexico, connue pour son rôle de Flor Cáceres  dans la telenovela Dónde está Elisa (Elisa Portée Disparue), dans la telenovela Niñas mal et pour son rôle de Rutila Casillas Letràn dans la telenovela El Señor de los Cielos.

## Biographie
Carmen Aub est la fille du journaliste Max Aub qui est marié à Luisa Fernanda Romero. Max et Luisa ont eu trois filles Maria Fernanda, Carmen et Luisa. Sa carrière à la télévision a commencé à neuf ans dans une émission pour enfants appelé ECOLE (1999) de Televisa et l'année suivante elle a rejoint le casting de Sesame Street.
Ayant vécu au Mexique jusqu'à ses 12 ans, Carmen et sa famille déménagent aux États-Unis. Pendant huit ans, à Miami, elle étudie le théâtre, le chant et la danse.
En 2010 elle joue dans la telenovela Dónde está Elisa ( Elisa Portée Disparue ) dans le rôle de Flor Cáceres Altamira aux côtés des acteurs Sonya Smith , Gabriel Porras, Jorge Luis Pila, Catherine Siachoque,Roberto Mateos,Mauricio Henao et Jason Canela. 
En 2012 elle a participé à la telenovela mexicaine Esperanza del Corazón aux côtés de Lucía Méndez, Bianca Marroquín et Marisol del Olmo.
En 2013, elle joue le rôle de Nina Piamonté dans la telenovela Pasión prohibida (Amour interdit ).
Depuis 2014 elle interprète le rôle de Rutila Casillas Letràn dans la telenovela El Señor de los Cielos.
Elle est en couple avec Eduardo Prado.

## Filmographie
| Année | Titre                        | Rôle   | Notes           |
| ----- | ---------------------------- | ------ | --------------- |
| 2012  | Chiapas, el Corazón del Café | Isabel | rôle secondaire |

| Année        | Titre                  | Rôle                   | Notes                           |
| ------------ | ---------------------- | ---------------------- | ------------------------------- |
| 2010         | ¿Dónde está Elisa?     | Flor Cáceres           | rôle secondaire                 |
| 2010         | Niñas mal              | Greta Domeneschi       | protagoniste                    |
| 2011-12      | Esperanza del corazón  | Krista Cabral Duprís   | jeune antagoniste               |
| 2013         | Pasión prohibida       | Nina Piamonte          | co-Protagoniste                 |
| 2013         | Como dice el dicho     | Lucía                  | Épisode : "La suerte de la fea" |
| 2014–présent | El Señor de los Cielos | Rutila Casillas Letran | À partir de la saison 2         |
| 2016         | El Chema               | Rutila Casillas Letran | rôle secondaire                 |